# Miopsalis
Genre
Miopsalis est un genre d'opilions cyphophthalmes de la famille des Stylocellidae.

## Distribution
Les espèces de ce genre se rencontrent en Asie du Sud-Est.

## Liste des espèces
Selon World Catalogue of Opiliones (14/04/2021) :
- Miopsalis collinsi (Shear, 1993)
- Miopsalis dillyi Schmidt, Clouse & Sharma, 2020
- Miopsalis globosa (Schwendinger & Giribet, 2004)
- Miopsalis gryllospeca (Shear, 1993)
- Miopsalis kinabalu (Shear, 1993)
- Miopsalis leakeyi (Shear, 1993)
- Miopsalis lionota (Pocock, 1897)
- Miopsalis mulu (Shear, 1993)
- Miopsalis pocockii (Hansen & Sørensen, 1904)
- Miopsalis pulicaria Thorell, 1890
- Miopsalis sabah (Shear, 1993)
- Miopsalis silhavyi (Rambla, 1991)
- Miopsalis tarumpitao (Shear, 1993)

### Famille Stylocellidae
Selon World Catalogue of Opiliones (26 octobre 2024) :
- Fangensinae Clouse, 2012
  - Fangensis Rambla, 1994
  - Giribetia Clouse, 2012
- Leptopsalidinae Clouse, 2012
  - Leptopsalis Thorell, 1882
  - Miopsalis Thorell, 1890
- Stylocellinae Hansen & Sørensen, 1904
  - Meghalaya Giribet, Sharma & Bastawade, 2007
  - Stylocellus Westwood, 1874
- sous-famille indéterminée
  - † Mesopsalis Bartel, Dunlop & Giribet, 2023
  - † Palaeosiro Poinar, 2008
  - † Sirocellus Bartel, Dunlop & Giribet, 2023

## Publication originale
- Thorell, 1890 : « Aracnidi di Pinang raccolti nel 1889 dai signori L. Loria e L. Fea. » Annali del Museo Civico di Storia Naturale di Genova, sér. 2, vol. 10, p. 269-383 (texte intégral).